# Renata Pliś
Renata Pliś (Breslavia, 5 febbraio 1985) è una mezzofondista polacca.

## Palmarès
| Anno | Manifestazione  | Sede       | Evento       | Risultato  | Prestazione | Note |
| ---- | --------------- | ---------- | ------------ | ---------- | ----------- | ---- |
| 2005 | Europei U23     | Erfurt     | 1500 m piani | 11ª        | 4'24"00     |      |
| 2010 | Mondiali indoor | Doha       | 3000 m piani | Batteria   | 9'02"68     |      |
| 2010 | Europei         | Barcellona | 1500 m piani | Batteria   | 4'07"20     |      |
| 2011 | Europei indoor  | Parigi     | 1500 m piani | 4ª         | 4'15"16     |      |
| 2011 | Mondiali        | Taegu      | 1500 m piani | Semifinale | 4'11"12     |      |
| 2012 | Giochi olimpici | Londra     | 1500 m piani | Batteria   | 4'19"62     |      |
| 2013 | Mondiali        | Mosca      | 1500 m piani | Semifinale | 4'08"02     |      |
| 2014 | Mondiali indoor | Sopot      | 3000 m piani | 6ª         | 9'07"05     |      |
| 2014 | Europei         | Zurigo     | 1500 m piani | 4ª         | 4'06"65     |      |
| 2014 | Europei         | Zurigo     | 5000 m piani | 11ª        | 15'48"58    |      |
| 2015 | Europei indoor  | Praga      | 1500 m piani | 8ª         | 4'16"96     |      |
| 2015 | Mondiali        | Pechino    | 1500 m piani | Semifinale | 4'15"10     |      |
| 2016 | Mondiali indoor | Portland   | 1500 m piani | 7ª         | 4'10"14     |      |

## Campionati nazionali
- 10 titoli nazionali (outdoor e indoor) tra il 2010-2020 in varie distanze del mezzofondo

## Altre competizioni internazionali
2019
- Campionati europei a squadre di atletica leggera ( Bydgoszcz)

2021
- Campionati europei a squadre di atletica leggera ( Chorzów)